# Sara Laing
Sara Laing (Wisconsin, 1936-Tegucigalpa, 6 de julio de 2015), fue una autora e ilustradora estadounidense.
Estudió en Universidad de la Ciudad de Nueva York, obtuvo una maestría en Desarrollo Humano de la Universidad Fairleigh Dickinson. Fue parte de varios proyectos de servicio voluntario en Honduras. Residió los últimos diez años en Santa Rosa de Copán, Tegucigalpa.
Falleció el 6 de julio de 2015 a los 78 años.

## Libros
- 2013, La caída de la Luz